# Тбилисский театральный университет
Тбилисский театральный институт им. Ш. Руставели (сокращённо ТГИТиК) — высшее театральное учебное заведение Грузинской ССР и Грузии.

## История
Институт был открыт в Тбилиси в 1939 году на базе драматических студий, существовавших при театрах имени Шота Руставели и имени К. Марджанишвили. С 1939 года по 1949 год директором института был Акакий Хорава.
В 1970-е годы в университете появился факультет кино и телевидения. С 1978 года университет проводит международный фестиваль студенческих фильмов «Амирани» (возобновлён в 2007 году) и международный фестиваль студенческих театральных работ.

## Педагоги
- Георгий Маргвелашвили — ректор
- Иосиф (Сосо) Чхаидзе
- Рамаз (Буба) Хотивари
- Отар Иоселиани
- Лили Иоселиани
- Джаба Иоселиани
- Эльдар Шенгелая
- Омари Гвасалия
- Лана Гогоберидзе
- Котэ Махарадзе

## Выпускники
- Марина Тбилели-Карапетян (1940)
- Медея Чахава (1943)
- Георгий Гегечкори (1944)
- Эроси Манджгаладзе (1947)
- Котэ Махарадзе (1948)
- Гиви Тохадзе (1949)
- Давид Абашидзе (1949)
- Лейла Абашидзе (1951)
- Рамаз Чхиквадзе (1951)
- Отар Мегвинетухуцеси (1954)
- Кахи Кавсадзе (1959)
- Медея Кучухидзе (1961)
- Роберт Стуруа (1962)
- Темур Чхеидзе (1965)
- Гурам Пирцхалава (1966)
- Евгений Гинзбург (1966)
- Шукур Тебуев (1972)
- Дито Цинцадзе (1981)
- Давид Андгуладзе (1982)
- Леван Тутберидзе (1982)